# Кузмиці (Требишів)
Кузмиці (словац. Kuzmice) — село в окрузі Требишів Кошицького краю Словаччини. Площа села 13,54 км². Станом на 31 грудня 2016 року в селі проживало 1705 жителів.

## Історія
Перші згадки про село датуються 1270 роком.

## Населення
| Рік:            | 1994. | 2004.    | 2014.   | 2024.   |
| --------------- | ----- | -------- | ------- | ------- |
| Кількість осіб: | 1404  | 1651     | 1710    | 1744    |
| Різниця:        |       | +17,59 % | +3,57 % | +1,98 % |

| Рік:            | 2023. | 2024.   |
| --------------- | ----- | ------- |
| Кількість осіб: | 1732  | 1744    |
| Різниця:        |       | +0,69 % |